# Дубовий гай (парк-пам'ятка садово-паркового мистецтва)
Дубовий гай — парк-пам'ятка садово-паркового мистецтва місцевого значення, розташований на території Тетіївського району Київської області. Знаходиться на східній околиці м. Тетіїв.
Розташовується в межах Київської обласної державної організації «Тетіївське державне агролісництво», квартал 23 виділ 12 на території Тетіївської міської ради. Знаходиться у розвилці доріг Т-10-14 та О-102302. Найближча зупинка місцевого автобуса розташована коло розвилки.
Об’єкт оголошено рішенням 25 сесії Київської обласної ради V скликання від 23 липня 2009 р. № 490-25-V.
В деревному ярусі більшу частину складають різновікові дуби віком 25—80 років, граб та сосна з домішками акації білої, що є цінною медоносною та лікарською рослиною. 
У трав’яному покриві трапляються лікарські рослини – медунка темна та пшінка весняна.
Також ростуть такі ранньоквітучі види, як анемона жовтецева та зірочки маленькі. На території урочища добре представлений характерний для дубово-грабових лісів комплекс лісових птахів.

## Галерея

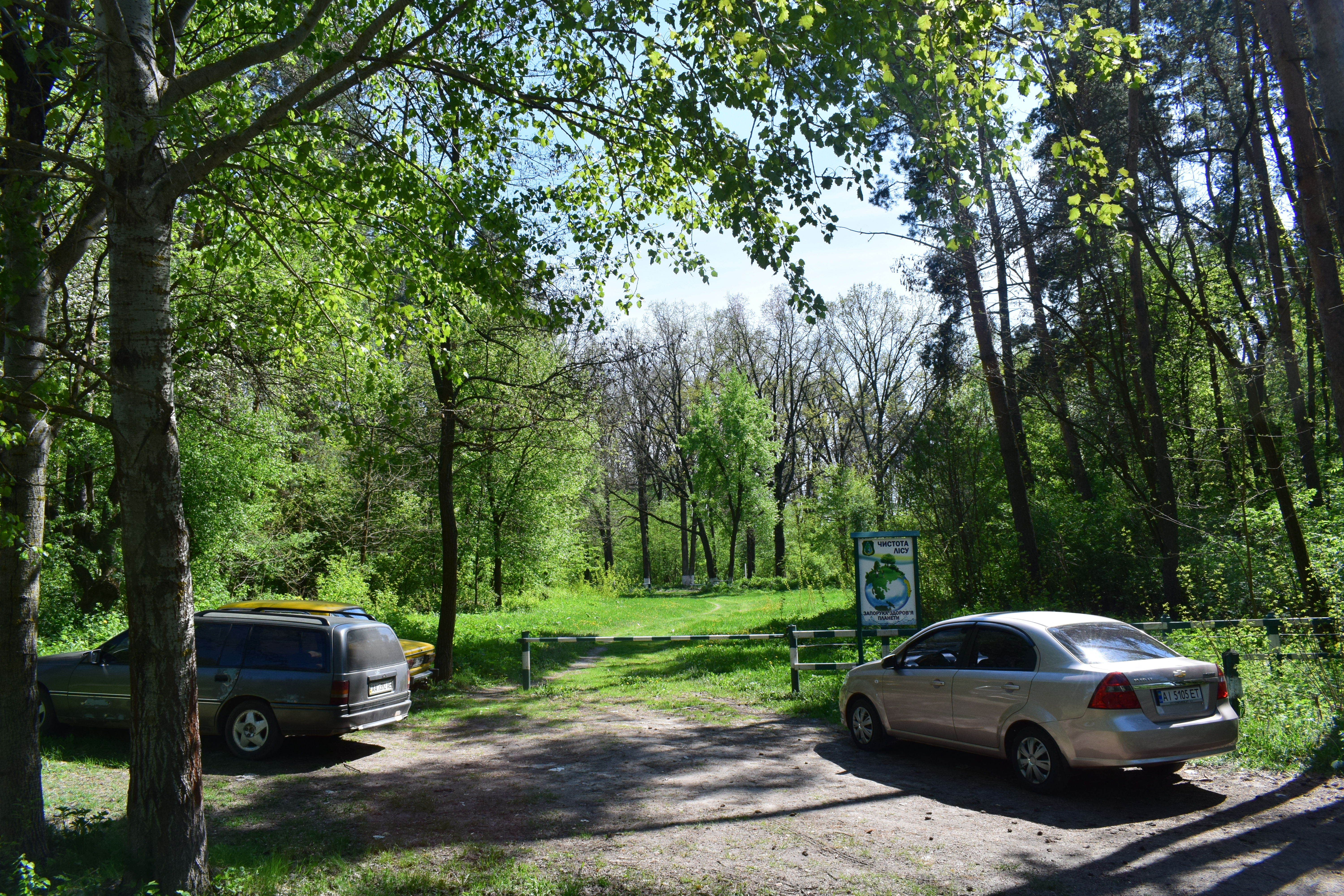
Заїзд з дороги Т-10-14
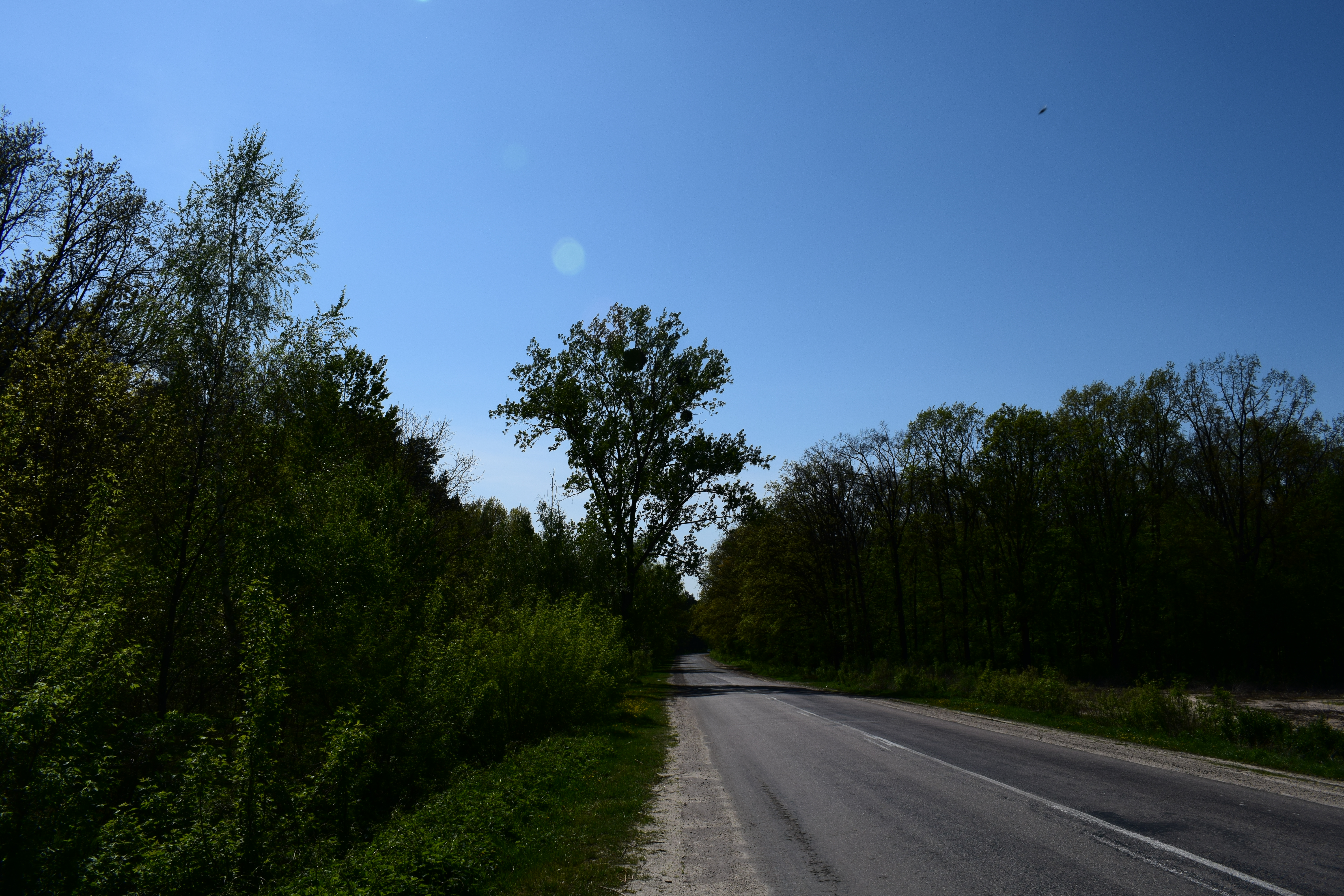
Дубовий гай (ліворуч) та дорога Т-10-14
Вид зі сторони поля
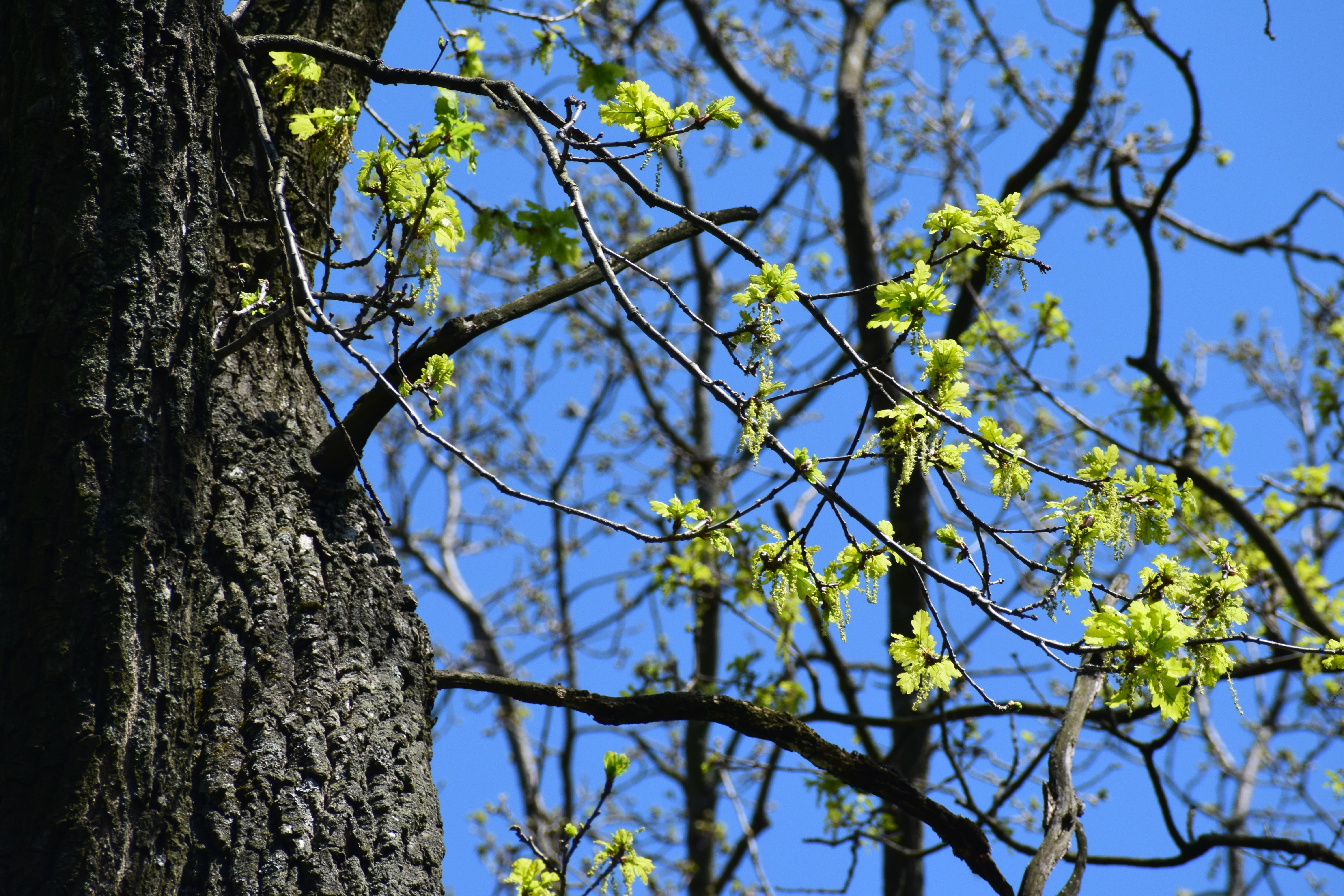
Квітне дуб
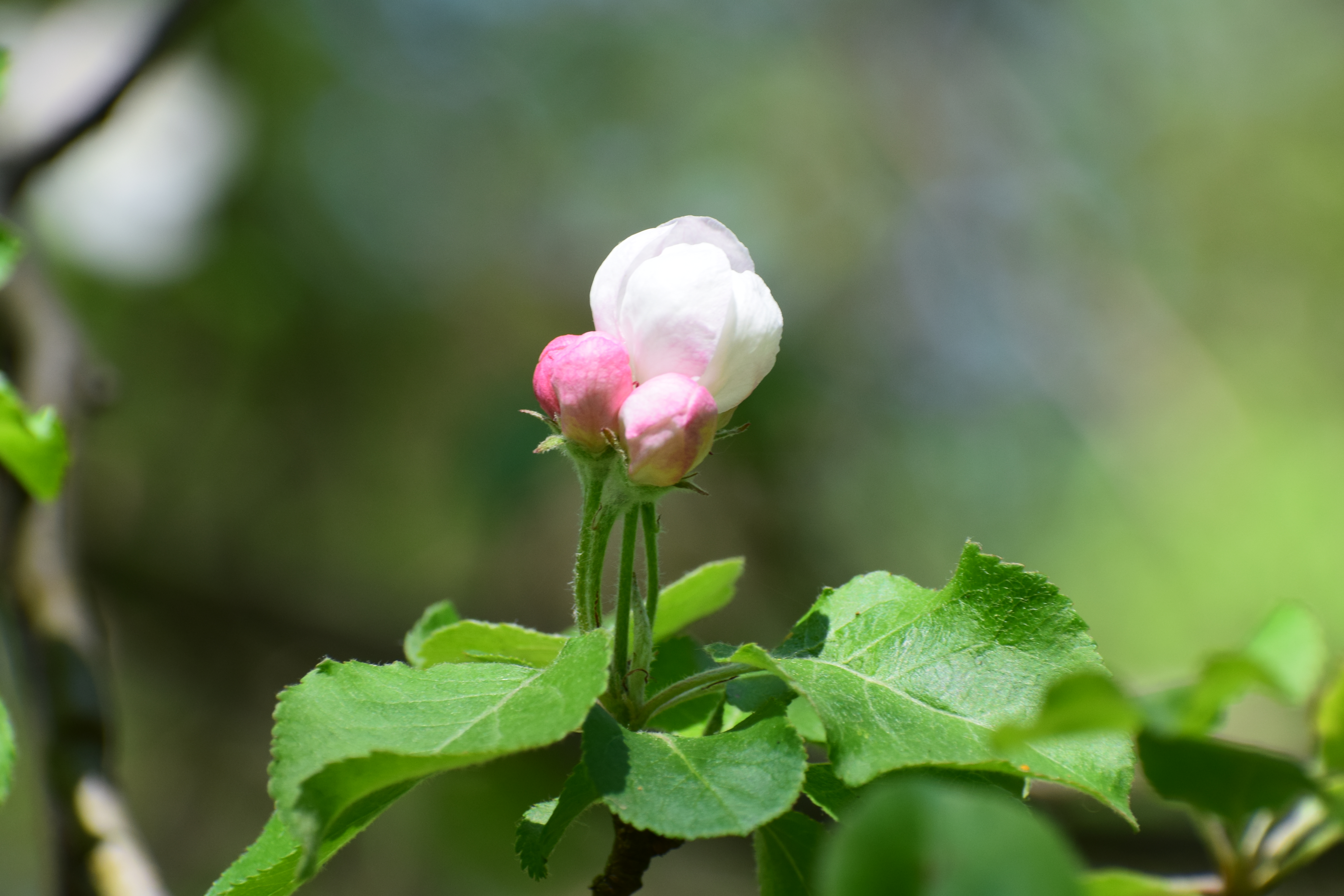
Яблуня
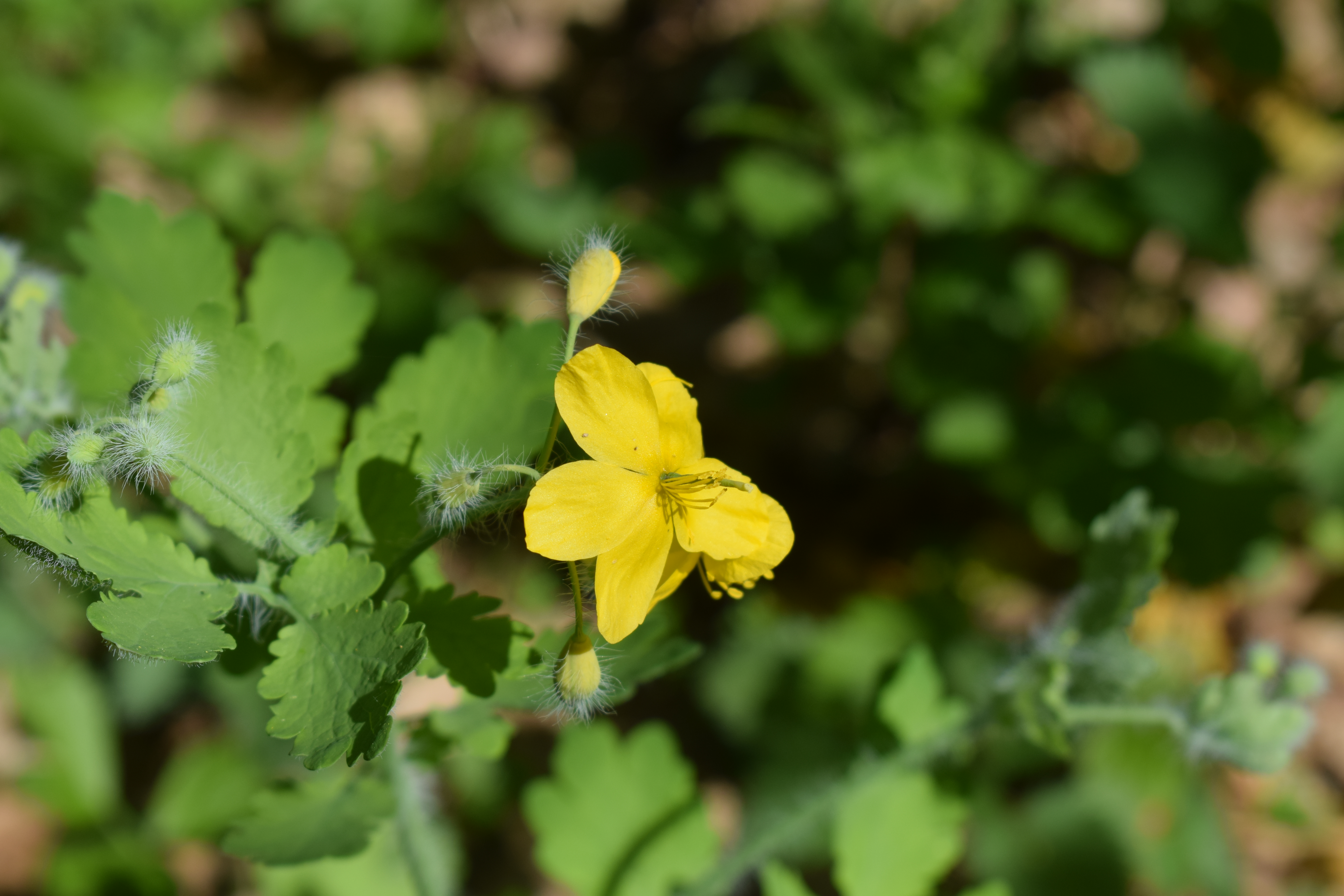
Чистотіл